# 富崎村
富崎村（とみさきむら）は、かつて千葉県安房郡に存在した村。現在の館山市の南部に位置している。
富崎村の布良（めら）地区は、画家青木繁が『海の幸』を描いた土地として知られる。また、安房地方の民謡「安房節」の発祥地である。

## 地理
現在の館山市では市域を10地区に分けており、そのうちの一つ「富崎地区」が旧富崎村域にあたる。現代の町名（大字）では、布良（めら）・相浜（あいはま）にあたる。
1926年（大正15年）時点の富崎村は、南に長尾村、東および北に神戸村と隣接していた:1029。当時は村を布良・相浜の2区に分けていた:1029

## 歴史
1878年（明治11年）に郡区町村編制法が施行されると、布良村と相浜村が連合し、布良村外1か村連合戸長役場を置いた:1030。
1889年（明治22年）、町村制の施行により布良村と相浜村が合併して富崎村が発足した。「富崎」の名は、布良の郷社布良崎神社に天富命が祀られていること、村が「崎角」に立地することによる。村の二方を神戸村と接しているが、神戸村と富崎村は生業が農業と漁業で異なることから合併はしなかった。しかし両村は町村組合を組織して:1031、神戸村大神宮に組合役場を置いた:1031。
1893年（明治26年）、町村組合を解消し、布良に富崎村役場を置いた:1031。

### 行政区画・自治体沿革
- 1889年（明治22年）4月1日 - 町村制の施行により布良村、相浜村が合併して発足。
- 1954年（昭和29年）5月3日 - 西岬村、豊房村、神戸村、九重村、館野村とともに館山市に編入。同日富崎村廃止。

## 経済
1888年（明治21年）に記された分合取調文書によれば、漁業が主産業であった。明治時代にはマグロ延縄漁で繁栄した。1926年（大正15年）の『安房郡誌』によれば、村民の大部分は漁業に従事しており、マグロ、サメ、サンマ、アジ、ムロアジ、カジカが主要漁獲物である:1031。このほか、水産加工品や海藻類の産額が多い:1031。

## 文化

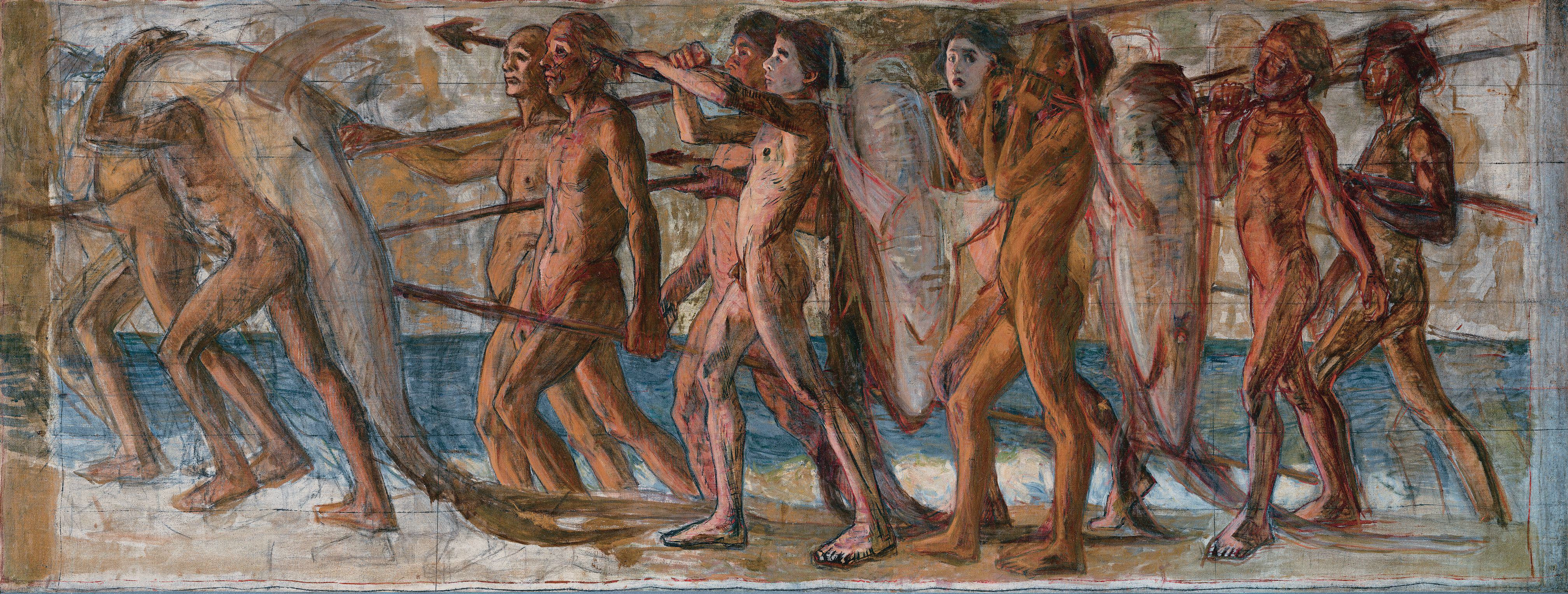
青木繁『海の幸』

1904年（明治37年）夏、青木繁は友人や恋人福田たねととも布良に滞在した。この時描かれた作品が青木の代表作と目される『海の幸』である。1962年に布良に青木繁記念碑が建立された。
安房節は、明治時代に延縄漁に従事する漁師たちによって歌われたものである。1993年（平成5年）に布良漁港の湾口付近に安房節記念碑が建立されている。
2008年度にTBS愛の劇場40周年記念番組として放送されたテレビドラマ『ラブレター』では、旧村域で舞台地の小豆島に見立てたロケが実施され、布良漁協、相浜漁協も制作協力した。